# Come (band)
Come is een Amerikaanse alternatieve rockband, geformeerd in Boston door Thalia Zedek (zang, gitaar), Chris Brokaw (gitaar, zang), Arthur Johnson (drums) en Sean O'Brien (bas).

## Bezetting
Huidige bezetting
- Thalia Zedek (leadzang, ritmegitaar, 1990–2001, 2013–heden)
- Chris Brokaw (leadgitaar, achtergrondzang, 1990–2001, 2013–heden)
- Sean O'Brien (basgitaar, 1990–1995, 2013–heden)
- Arthur Johnson (drums, 1990–1995, 2013–heden)

Voormalige leden
- Winston Bramen (basgitaar, 1997–2001)
- Daniel Coughlin (drums, 1997–2001)

## Geschiedenis
Come is ontstaan nadat een wederzijdse kennis Brokaw, O'Brien en Johnson had uitgenodigd om met hem te spelen. Brokaw speelde drums met Codeine, Johnson had eerder gedrumd voor Bar-B-Q Killers uit Athens (Georgia) en O'Brien had gespeeld met twee andere bands uit de jaren 1980 in Athens, Kilkenny Cats en Fashion Battery. Nadat ze samen één show hadden gespeeld, besloten Brokaw, O'Brien en Johnson zich op te splitsen in hun eigen project en nodigden ze Thalia Zedek uit om zich bij hen aan te sluiten. Zedek speelde in de bands Uzi en Dangerous Birds en had halverwege de jaren 1980 Brokaw ontmoet en er vriendschap mee gesloten. Haar meest recente band uit die tijd, de post-no wave New Yorkse band Live Skull, was in 1990 ontbonden en Brokaw en Zedek hadden het over samen spelen.
Na een jaar samen jammen, bracht Come in 1991 de 12-inch single Car uit bij Sub Pop - een zeven minuten durend epos in de postpunk, blues-noir-stijl van The Birthday Party, These Immortal Souls en The Gun Club. Volgens het tijdschrift Spin was Car een 7-inch met twee nummers die alle voldoening geeft van, laten we zeggen, de definitieve Hendrix-boxset. Deze publicatie omvatte wat de kenmerkende stijl van Come zou worden: thematisch donkere, emotioneel intense en lange nummers, gekenmerkt door Zedeks verdrietige zang, abrupte ritmes en het gespannen gitaarspel tussen Zedek en Brokaw, beiden buitengewoon bekwame gitaristen. Zelfs vóór het uitbrengen van hun eerste album ontving de band veel lovende kritieken.
In 1992 bracht Come zijn debuutalbum 11:11 uit bij Matador Records. 11:11 werd geprezen door zowel de onafhankelijke als gevestigde media, met David Browne van Entertainment Weekly. Na het uitbrengen van 11:11 verliet Brokaw Codeine en wijdde hij zich fulltime aan Come. Reeds na het uitbrengen van het debuutalbum werd Come geprezen door zanger J. Mascis van Dinosaur jr., Bob Mould van Hüsker Dü en frontman Kurt Cobain van Nirvana en vele anderen. Amy Ray van Indigo Girls prees de stem van Zedek en omschreef deze als van een 'oude Marlene Dietrich-film'. Gitarist Matt Sweeney van mathrockband Chavez noemde Come verbluffend en een van de beste bands ooit. Ook gitarist Jerry DiRienzo van de New Yorkse alternatieve rockband Cell heeft verklaard, dat Come meer rock-geworteld is dan Zedeks eerdere projecten. Ze schrijven geweldig, hun muziek overbrugt het mannelijke en vrouwelijke waarop DiRienzo concludeert dat Come zijn favoriete band is.
Come's tweede album Don't Ask, Don't Tell werd uitgebracht in 1994. Hoewel het wat rustiger was dan zijn voorganger, was het even ernstig. Een van de hoogtepunten van het album en van de hele indrukwekkende songcatalogus van de band zijn de twee donkere ballads Let's Get Lost en Arrive, die elk een kant van de vinyleditie afsluiten. Johnson en O'Brien verlieten de band na Don't Ask, Don't Tell om andere carrières na te streven. Het volgende album, de korte Near-Life Experience, werd opgenomen met een aantal verschillende muzikanten, waaronder drummer Mac McNeilly van The Jesus Lizard en Bundy K. Brown van Tortoise.
In 1998 bracht Come de 66 minuten durende hoogstandje Gently, Down The Stream uit, die geïnspireerd was op Near Life Experience, maar een meer vloeiende geïntegreerde muzikale omlijsting en het opvallende nummer Saints Around My Neck bevatte. Zedek en Brokaw namen een pauze na Gently, Down the Stream en kwamen nooit meer opnieuw samen om een nieuw album te maken. Zedek en Brokaw brachten elk meerdere soloalbums uit en traden een paar keer samen op om een aantal Come-nummers live te spelen. Tijdens zijn hele carrière heeft Come ondersteund en getoerd met Sonic Youth, Nirvana, Sugar, Dinosaur jr. en vele andere baanbrekende rockbands uit de jaren 1990.

## Reünies
Op 11 november 2007 kwamen Brokaw en Zedek samen voor een optreden van twee nummers, om de 20e verjaardag van de Middle East Club in Cambridge (Massachusetts) te vieren, de locatie van Come's laatste optreden. Een jaar later, in november 2008, vond een volledige reünie plaats, toen de Gently, Down the Stream bezetting van de band samenkwam voor een eenmalig optreden in Castellón, Spanje, als onderdeel van het Tanned Tin Festival van dat jaar, met songs uit de hele backcatalogus. In 2010 en 2011 werd de oorspronkelijke bezetting van Come sporadisch herenigd om een aantal shows te spelen, waaronder een optreden op het TraniWreck-festival in Cambridge, met nummers die exclusief afkomstig waren van de eerste twee albums en de ep Car. Begin 2013 werd aangekondigd dat er een kleine internationale tournee zou zijn ter herdenking van het 20-jarig jubileum van 11:11, volgens de oorspronkelijke bandopstelling. De tournee vond plaats in mei en juni 2013 ter ondersteuning van de heruitgave van Come's debuutalbum.

## Andere projecten
De oorspronkelijke bezetting van Come vormde de begeleidingsband op Steve Wynn's album Melting in the Dark uit 1995 [Brake Out/Zero Hour]. De laatste bezetting van Come was ook opgenomen in Michael Galinsky en Suki Hawley's speelfilm Radiation uit 1999, waarin ze een band spelen die gestrand is op een luchthaven, wachtend op een Spaanse muziekpromotor die nooit aankomt. Zowel Brokaw als Zedek hebben een veelgeprezen solo-carrière. De eerste werkte ook mee aan verschillende projecten met een aantal verschillende artiesten. Zedek en Brokaw werkten ook samen aan een cover van Zonar Roze, hun gezamenlijke bijdrage aan The Journey is Long, het tweede deel in het Jeffrey Lee Pierce Sessions Project, een reeks tribute-albums met een aantal artiesten die de liedjes coveren van The Gun Club zanger/gitarist Jeffrey Lee Pierce.

## Discografie

### Albums
- 1992: 11:11 (Matador Records/Placebo, 1992)
- 1994: Don't Ask, Don't Tell (Matador Records/Beggars Banquet Records)
- 1996: Near-Life Experience (Matador Records/Domino Recording Company)
- 1998: Gently, Down the Stream (Matador Records/Domino Records)

### Singles
- 1991: Car 7" (Sub Pop) featuring Car * en Last Mistake * (augustus voorschot van Sub Pop's Singles Club)
- 1991: Car 12"/CD (Sub Pop) featuring Car * Last Mistake * en Submerge * (origineel pre-albumversie)
- 1992: Fast Piss Blues 7" (Matador Records/Placebo) featuring Fast Piss Blues en I Got The Blues
- 1992: Fast Piss Blues 10"/CD (Matador Records/Placebo) featuring Fast Piss Blues, I Got The Blues en Brand New Vein
- 1994: Wrong Side 7"/CD (Matador Records/Beggars Banquet Records) featuring Wrong Side, Loin of the Surf * (cover van Swell Maps) en "SVK" * (opmerking: SVK is een afkorting voor Sharon Vs Karen
- 1994: In/Out 7" (Matador Records) featuring In/Out, Yr Reign (beperkte editie promo vinyl)
- 1995: String 10" (Matador Records/Beggars Banquet Records) featuring String, Who Jumped In My Grave *, German Song, Angelhead *
- 1995: String CD (Matador Records/Beggars Banquet Records) featuring String, German Song, Fast Piss Blues en City Of Fun (Peel Session) * (BBC radio sessie cover van The Only Ones
- 1996: Secret Number 10"/CD (Matador Records/Domino Recording Company) featuring Secret Number, Prize * en Hurricane II * (pianoversie van Near-Life Experience's opening track)

  (* geeft aan dat de track op geen enkele Come album beschikbaar is)

### Bijdragen aan compilaties
- 1992: Car op Afternoon Delight!: Love Songs From Sub Pop (Sub Pop)
- 1993: Orbit op Altered States Of America (Lime Lizard)
- 1993: Fast Piss Blues op Independent 20 Volume 16 (Beechwood Music)
- 1993: Fast Piss Blues op The Beggars Banquet Collection (Beggars Banquet Records)
- 1993: City of Fun (BBC radio Peel sessie cover van The Only Ones) op Volume Eight Compilation (Volume, England)
- 1994: Submerge op The Day We Killed Grunge (Caroline Records)
- 1994: In/Out op Cortex Sampler (Cortex)
- 1994: Wrong Side op Play It! Vol. 3 (PIAS Benelux)
- 1994: Wrong Side op Rough Trade: Music For The 90's, Vol. 6 (Rough Trade Records)
- 1994: String op The Day We Exhumed Disco (Caroline Records)
- 1995: String op Menú (Everlasting Records)
- 1995: Off to One Side op This Is Fort Apache (MCA Records)
- 1995: Cimarron * (opgenomen juli 1995) op Ain't Nuthin' But a She Thing (London Records)
- 1996: Weak as the Moon op Audio Compilation (Audio Magazine [Greece])
- 1996: Brand New Vein (radio sessie) * (opgenomen 17 september 1991) op Pipeline! Live Boston Rock on WMBR (Kimchee)
- 1997: In/Out and Strike * (opgenomen in november 1995) op What's Up Matador (Matador Records)
- 1997: Madroad Driving... * (met Johnny Depp) on Kerouac: Kicks Joy Darkness (Rykodisc)
- 1997: Hurricane II op Hits Hurt (Domino)
- 1997: Recidivist op The Sell Texas To Mexico Fund-Raising CD (Matador)
- 1998: String op Twenty-one Years Of Beggars Banquet Records (PIAS Recordings/Beggars Banquet)
- 1999: Hurricane (radio session) * (opgenomen in maart 1998) op Drinking From Puddles: A Radio History Compilation (Kill Rock Stars)
- 1999: Do You Love Me? * (opgenomen oktober 1999) op Knitting On The Roof - Songs van 'Fiddler On The Roof (Knitting Factory Records)
- 2002: I Got The Blues on Gimme Shelter Vol. 1 (Uncut Magazine)
- 2010: Fast Piss Blues, String en New Coat (live) * (opgenomen in 1999) op the Matador At 21 boxset (Matador)

  (* geeft aan dat de track op geen enkel Come album of single beschikbaar is)

### B-kanten
- Car
- Last Mistake
- Submerge (originele pre-albumversie)
- Loin of the Surf (Swell Maps cover)
- SVK
- Who Jumped In My Grave
- Angelhead
- City Of Fun [Peel Session] (The Only Ones cover)
- Prize
- Hurricane II (piano versie)
- Cimarron
- Brand New Vein (radio sessie)
- Strike
- Madroad Driving... (met Johnny Depp)
- Hurricane (radio sessie)
- Do You Love Me?
- New Coat (live)